# Министерство иностранных дел ГДР
Министерство иностранных дел ГДР (нем. Ministerium für Auswärtige Angelegenheiten, сокр. MfAA) — внешнеполитическое ведомство в составе правительства ГДР. Располагалось в центре Берлина на площади Шинкельплац, в историческом районе Фридрихсвердер в непосредственной близости от Фридрихсвердерской церкви. Здание министерства было построено в 1964—1967 годах по проекту архитекторов Йозефа Кайзера, Хайнца Ауста, Герхарда Лемана и Лотара Квасницы и представляло собой высотное здание белого цвета длиной в 145 м и высотой 44 м. В 1996 году здание было снесено в целях реконструкции на его месте исторической площади Шинкельплац и восстановления здания Берлинской архитектурной академии.